# Bose Corporation
Bose Corporation (/boʊz/) è una società di produzione statunitense che si occupa prevalentemente della vendita di apparecchiature audio. È stata fondata da Amar Bose nel 1964 e ha sede a Framingham, nel Massachusetts. Bose è nota soprattutto per i suoi sistemi audio e altoparlanti domestici, cuffie con cancellazione del rumore, prodotti audio professionali e sistemi audio per automobili. Bose ha la reputazione di essere particolarmente protettivo nei confronti dei suoi marchi e brevetti.
Il proprietario di maggioranza di Bose Corporation è il Massachusetts Institute of Technology, che riceve dividendi in contanti attraverso le azioni donate dal fondatore nel 2011 senza diritto di voto.

## Storia

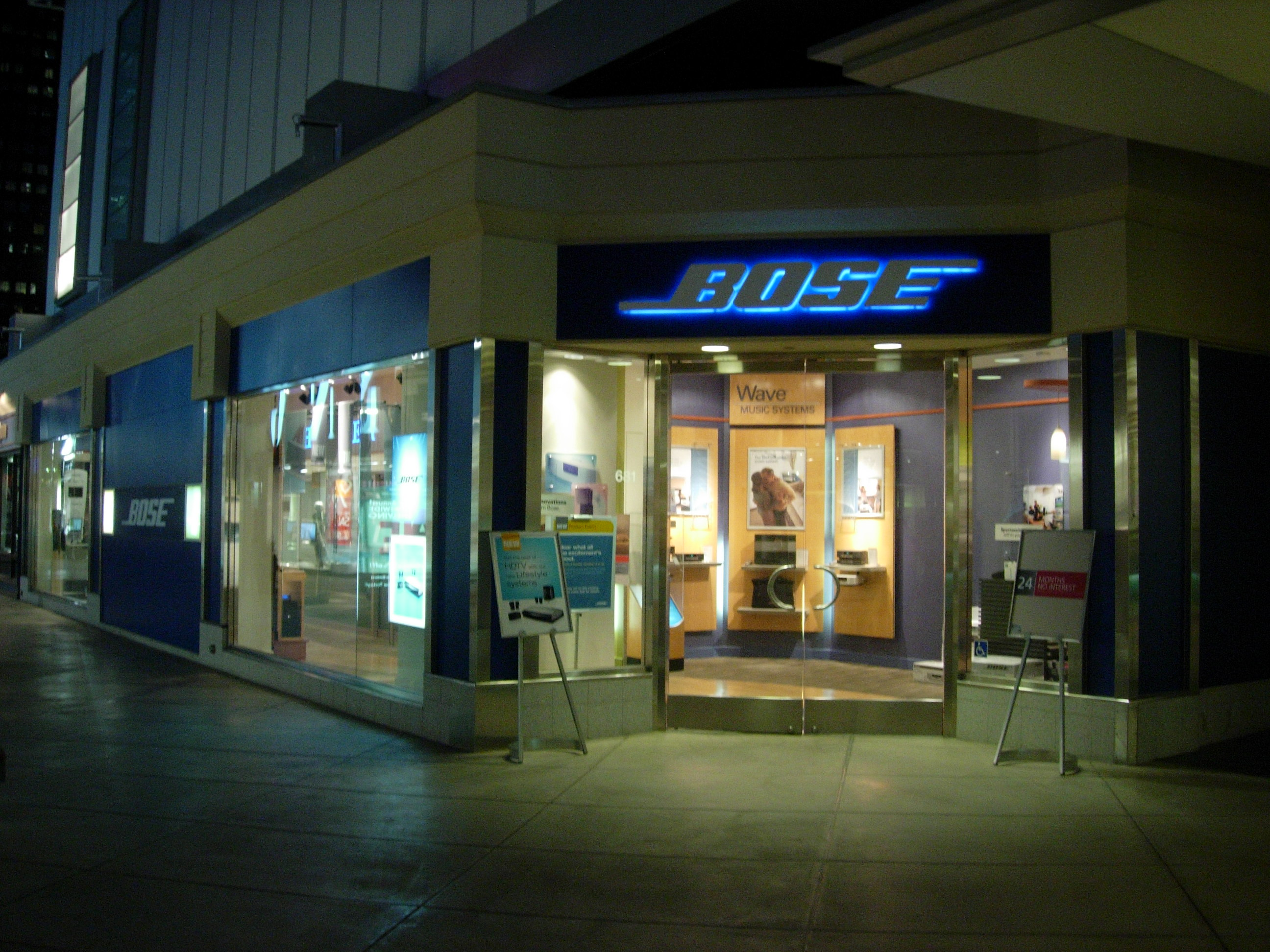
Negozio Bose a Century City

La società fu fondata da Amar Bose nel Massachusetts nel 1964 coi finanziamenti di investitori informali, tra cui il consulente e professore di tesi di Amar, YW Lee. L'interesse di Amar per i sistemi di altoparlanti risaliva al 1956 quando acquistò un impianto stereo e rimase deluso dalle sue prestazioni. Lo scopo dell'azienda era sviluppare sistemi di altoparlanti che utilizzassero più altoparlanti rivolti alle pareti circostanti per riflettere e replicare il suono nella maniera di una sala da concerto.
Nel 1966 l'azienda lanciò il suo primo prodotto, il Bose 2201. Aveva un design insolito, composto da 22 altoparlanti, molti dei quali rivolti verso l'ascoltatore. Fu progettato per essere posizionato nell'angolo di una stanza, usando i riflessi delle pareti per aumentare le dimensioni apparenti della stanza stessa. Non ebbe un riscontro positivo nel mercato e fu sospeso dopo 3/4 anni.
Dopo questa esperienza, Amar giunse alla conclusione che le tecniche di misurazione del sistema audio del tempo (come misurare la distorsione e la risposta in frequenza) non erano metodi efficaci per valutare l'obiettivo della riproduzione del suono naturale. Amar ha sostenuto che la migliore misura della qualità audio è la percezione dell'ascoltatore. Nel 1968, la società introdusse il sistema di altoparlanti stereo Bose 901, che utilizzava otto driver di fascia media che puntavano verso il muro dietro l'altoparlante e un nono driver verso l'ascoltatore. Lo scopo di questo progetto era quello di ottenere un predominio del suono riflesso sul suono diretto negli spazi di ascolto domestico. Il design utilizzato nel 901 è non convenzionale rispetto alla maggior parte dei sistemi, in cui gli altoparlanti di fascia media e ad alta frequenza affrontano direttamente l'ascoltatore. La 901 fu un successo commerciale immediato, che consentì a Bose Corporation di crescere rapidamente negli anni '70. Il nome del modello Bose 901 è stato un pilastro della gamma Bose per molti anni, prodotto dal 1968 al 2016.
Nel 1991, un team di ricercatori di Bose smentì un esperimento del 1989 che affermava di aver creato energia attraverso la fusione fredda.
Il primo punto vendita al dettaglio a marchio Bose è stato aperto nel 1993 a Kittery, nel Maine. Attualmente ci sono 190 negozi negli Stati Uniti, insieme ad altri negozi in vari paesi.
Nel 2011, l'allora presidente e primo azionista Amar Bose donò la maggior parte delle azioni senza diritto di voto al suo ex datore di lavoro e alma mater, il Massachusetts Institute of Technology. Venne distribuito un dividendo annuale in contanti per "far progredire la missione di ricerca e istruzione del MIT". Tuttavia, le condizioni per la ricezione delle azioni affermavano che al MIT non era consentito venderle, né al MIT era permesso di partecipare alla gestione e alla governance della società. Dopo la morte di Amar Bose nel 2013, Bob Maresca è diventato amministratore delegato.
Il 15 gennaio 2020 l'azienda ha annunciato la chiusura di tutti i 119 punti vendita esistenti in Europa, Stati Uniti, Australia e Giappone, data la forte tendenza allo shopping online in questi specifici mercati, mentre resteranno aperti i 130 in Cina, negli Emirati Arabi, in India, nel Sudest asiatico e nella Corea del Sud. Il numero di licenziamenti è imprecisato.

## Impianti di produzione
I prodotti Bose sono fabbricati negli Stati Uniti, in Messico, in Cina e in Malesia. Le fabbriche dell'azienda negli Stati Uniti si trovano a Framingham (che ospita anche la sede centrale della società), a Westborough e a Stow, nel Massachusetts. Le fabbriche Bose in Messico si trovano a Tijuana e San Luis Río Colorado. Lo stabilimento malese di Bose si trova a Batu Kawan ed è anche il centro di distribuzione dell'azienda per l'Asia-Pacifico e il Medio Oriente.
Nel 2015, due strutture a Columbia, nella Carolina del Sud e a Carrickmacross, in Irlanda, sono state chiuse (con la perdita rispettivamente di 300 e 140 posti di lavoro), nell'ambito di una "razionalizzazione globale della catena di approvvigionamento di Bose". Bose ha utilizzato la struttura a Columbia, aperta nel 1993, per la distribuzione, la riparazione, la sub-produzione, la produzione regionale e l'assemblaggio finale di alcune cuffie. La fabbrica di Carrickmacross, che iniziò le sue attività nel 1978, faceva l'assemblaggio finale per alcuni sistemi home theatre, radio Wave e altre produzioni regionali. Le attività degli stabilimenti di San Luis e Batu Kawan sono state rilevate dal produttore a contratto Flex nel 2016 e hanno continuato a produrre prodotti Bose.

## Prodotti

### Settore automobilistico
Dopo il tentativo fallito di vendere altoparlanti per auto aftermarket, la prima installazione audio OEM di Bose fu in un restyling del 1983 della Cadillac Seville. Da allora Bose ha fornito sistemi audio per molte case automobilistiche. Nel 2007, il sistema multimediale Bose ha vinto l'International Telematics Award per la "Migliore soluzione di archiviazione per l'ambiente di bordo".
Un sistema prototipo di sospensioni attive, che utilizzava motori elettromagnetici al posto della potenza idraulica/pneumatica, venne presentato dalla società nel 2004 e doveva essere distribuito nel 2009, ma non si è concretizzato a causa del peso e dei costi. Il sistema utilizzava motori lineari elettromagnetici per sollevare o abbassare le ruote di un'automobile in risposta a dossi irregolari o buche sulla strada. Le ruote venivano sollevate quando ci si avvicinava a una protuberanza (o ci si abbassa in una buca) per mantenere il livello del veicolo, usando principi simili ai dispositivi audio con cancellazione del rumore. Un prototipo di auto aveva l'abilità di saltare oltre un ostacolo. La società dichiarò che il sistema era troppo costoso e pesante, nonostante uno sviluppo di oltre 20 anni costato $ 100 milioni. Nel novembre 2017, è stata pubblicata la notizia che Bose aveva venduto la tecnologia a ClearMotion. Nel maggio 2018, è stato annunciato che cinque grandi case automobilistiche avevano espresso interesse per la tecnologia e che potrebbe essere disponibile nel 2019 per i veicoli a basso volume e entro il 2020 per il mercato di massa.
Nel 2010 venne introdotto un sistema di sedili per camion chiamato Bose Ride Questo sistema di sedili attivi mirava a ridurre l'affaticamento, il mal di schiena e lo stress fisico sperimentato dai conducenti di camion riducendo le vibrazioni della strada. Bose ha dichiarato una riduzione fino al 90% delle vibrazioni sul sedile del conducente.

### Home audio e video

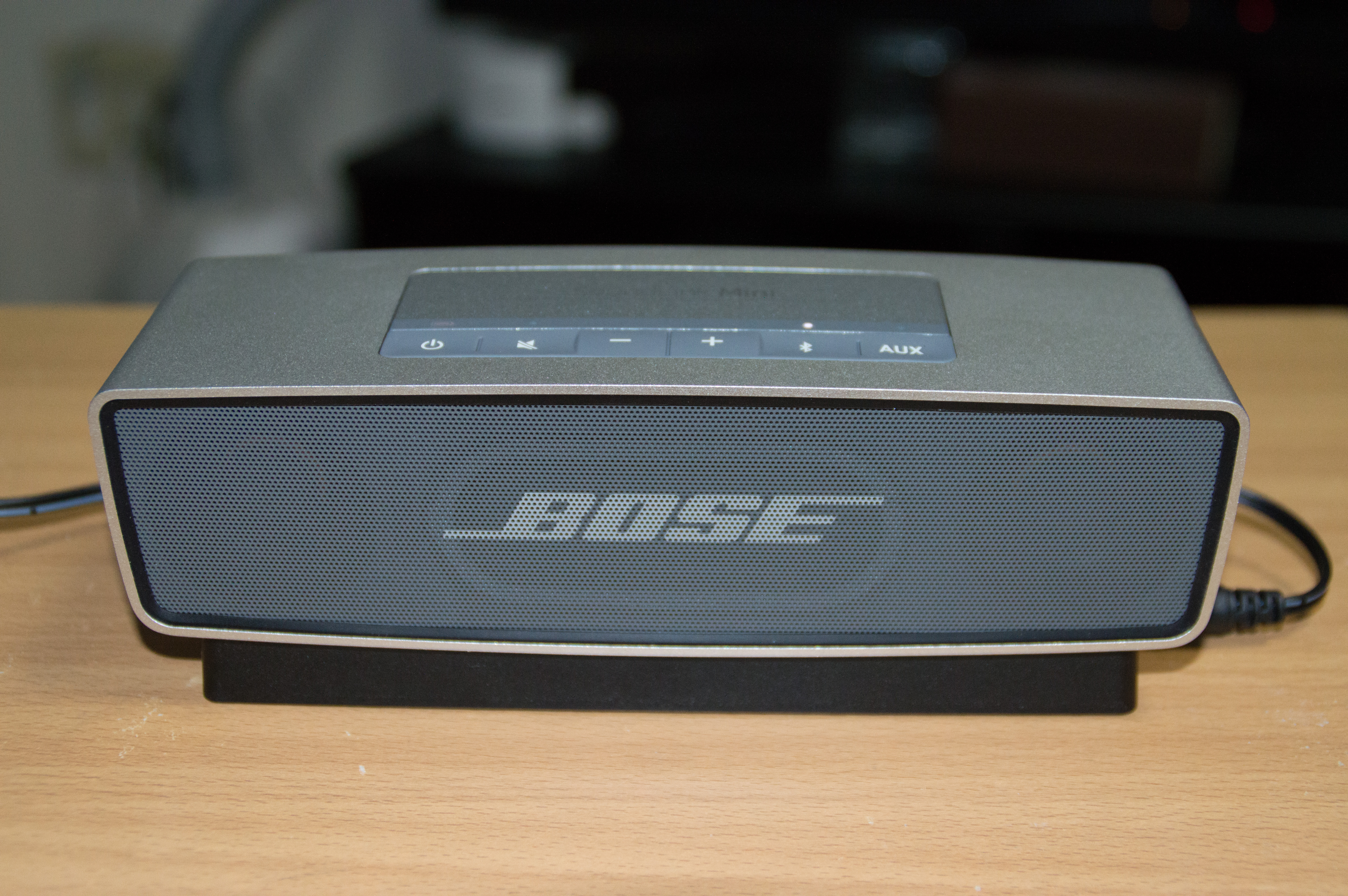
SoundLink Mini

La gamma di prodotti Bose ha incluso:
- Altoparlanti per computer
- Prodotti audio domestici (sistemi 2.1, 5.1 e altro)
- Prodotti audio portatili (a marchio "SoundLink")
- Stereo a scaffale (a marchio "Wave Systems", "SoundDock" e "SoundLink Air")
- Televisioni

Nel 2012, Bose è stata la compagnia al vertice negli Stati Uniti per le vendite di sistemi home theater al dettaglio e la terza per le vendite di prodotti audio portatili.

### Cuffie
L'azienda vende cuffie per l'aviazione dal 1989 e cuffie da consumo dal 2000. L'attuale gamma di cuffie e auricolari comprende modelli over-ear, in-ear, aeronautici e militari.

Bose ha contratti con l'esercito statunitense e la NASA. 

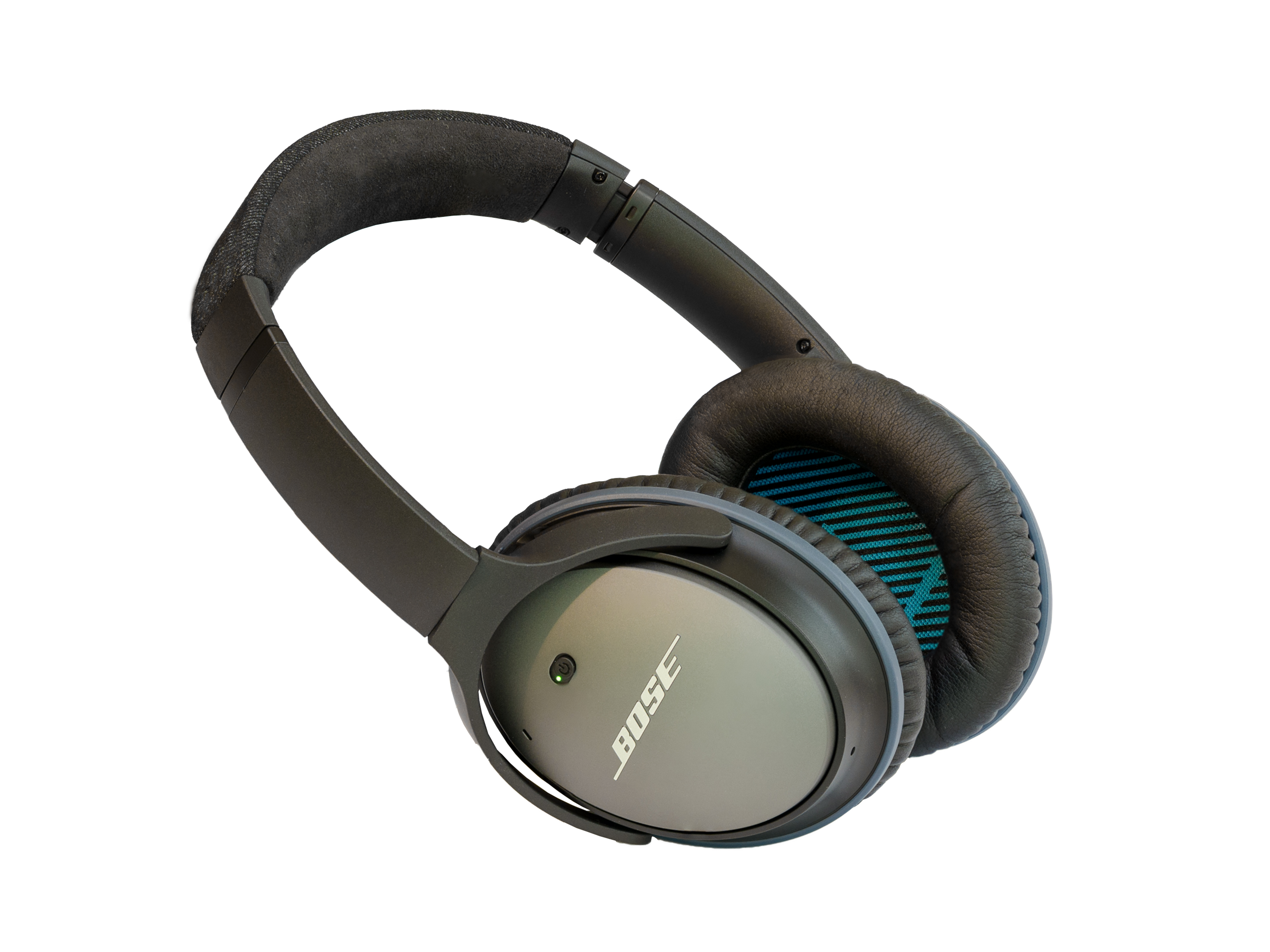
Cuffie QuietComfort 25
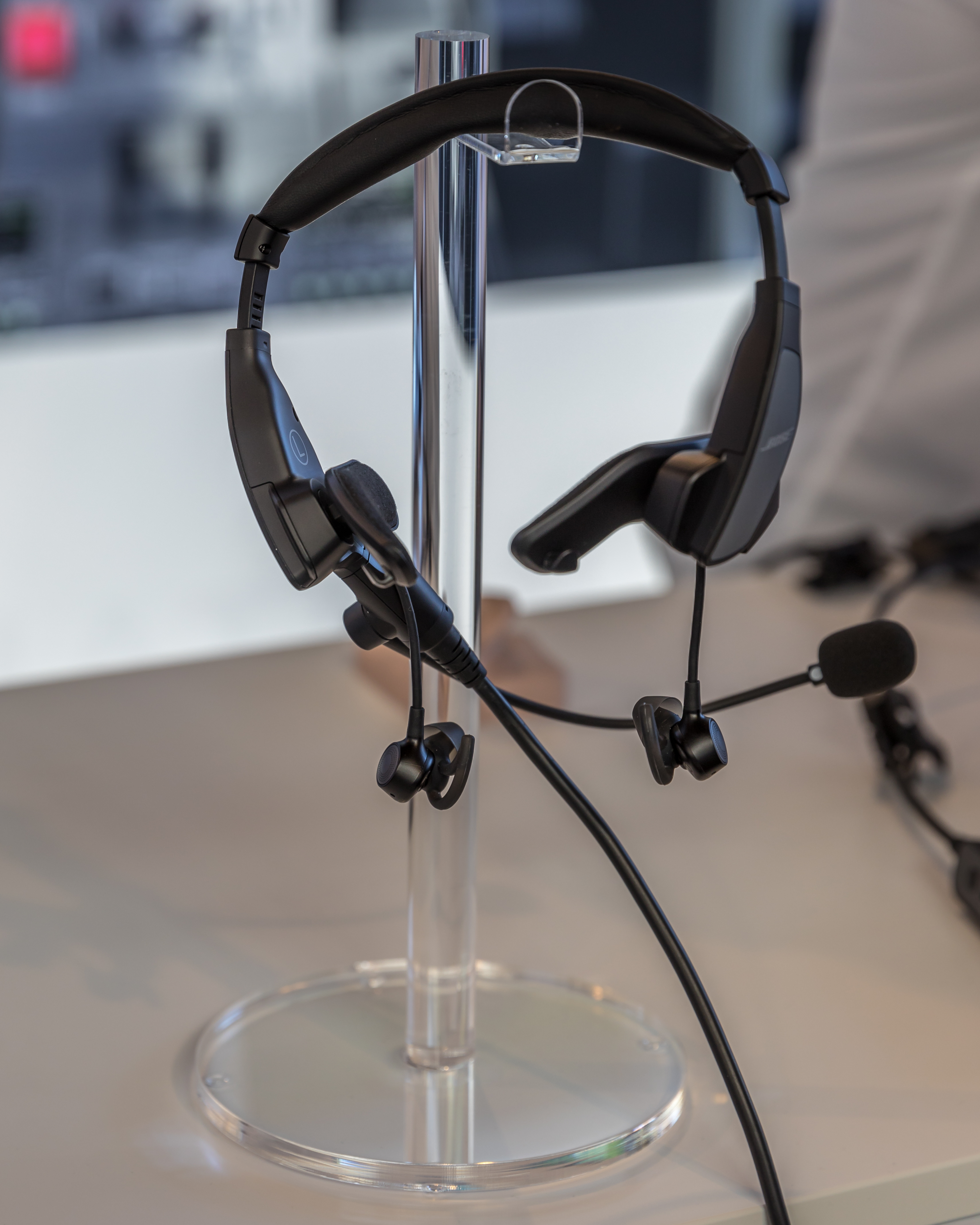
Cuffie aviazione ProFlight

### Sistemi audio commerciali
La divisione Bose Professional è stata fondata nel 1972 per produrre e installare sistemi di comunicazione al pubblico. Nel 2009, la divisione rappresentava circa il 60% delle entrate annuali di Bose. Bose è stata la prima azienda a pagare per il titolo di fornitore ufficiale di sistemi audio delle Olimpiadi, fornendo attrezzature audio per le Olimpiadi invernali del 1988 e del 1992 rispettivamente a Calgary e Albertville. I sistemi Bose non hanno ricevuto la certificazione THX.
Bose L1 è una gamma di sistemi di altoparlanti portatili line array per musicisti. La L1 è stata introdotta nel 2003 con modelli che sono stati retroattivamente noti come la gamma "L1 Classic". Questi prodotti sono stati sostituiti da "L1 Model I" e "L1 Model II" nel 2007. Un modello "L1 Compact" più piccolo e leggero è stato introdotto nell'aprile 2009. L1 Model I è stato sostituito dal "L1 Model 1S" nel 2012 e il "B1 Bass Module" è stato sostituito dal più grande "B2 Bass Module".

## Mancanza di specifiche pubblicate
La società è nota per il suo rifiuto di fornire specifiche sui suoi prodotti. Questa politica risale al 1968, quando Amar Bose pubblicò un documento intitolato "Progettazione, misurazione e valutazione dei diffusori", in cui respingeva i dati dei test numerici a favore della valutazione soggettiva. In un'intervista del 2007, Amar ha dichiarato: "Ci sono due motivi per cui abbiamo tagliato le specifiche: 1- Non sappiamo di alcuna misura che determina effettivamente qualcosa su un prodotto, e 2- Le misurazioni sono fasulle, in generale, come vengono stampate."

## Ricezione
In alcune pubblicazioni non correlate all'audio, Bose è stata citata come produttore di prodotti "audio di fascia alta". Commentando il posizionamento "high-end" del mercato di Bose tra gli audiofili (le persone interessate al miglior suono possibile), un recensore di prodotti di PC Magazine ha dichiarato "non solo la qualità del suono delle apparecchiature Bose non è all'altezza degli standard audiofili, ma si potrebbe acquistare qualcosa che soddisfi questi severi requisiti per lo stesso prezzo o, spesso, per meno". Bose ha anche ricevuto recensioni contrastanti dal pubblico. Alcune persone affermano che le apparecchiature Bose producono "un suono più grande della vita ed esagerato" Bose non è stato certificato da THX per i suoi prodotti per l'home entertainment anche se i suoi prodotti per home theater più costosi competono a prezzi con prodotti in cui la certificazione THX è comune. Alcune altre visualizzazioni includono:
- Il sistema di altoparlanti di punta di Bose 901 è stato criticato dalla rivista Stereophile nel 1979.[71] Nella sua recensione, la rivista affermava che il sistema era ineccepibile e che difficilmente si rivolgeva ai perfezionisti con un gusto sviluppato nell'imaging, nei dettagli e nel timbro precisi; queste carenze costituivano un prezzo eccessivo da pagare per il miglioramento di impatto e atmosfera generato dalla grande proporzione del suono riflesso (rispetto al suono sull'asse). Tuttavia, l'autore ha anche affermato che il sistema produceva una somiglianza più realistica di atmosfera naturale rispetto a qualsiasi altro sistema di altoparlanti. Una recente recensione positiva di TONE Audio ha scoperto che la 901 era migliore del previsto e un buon valore al prezzo di $ 1.400. Da notare che gli altoparlanti non si potevano trovare presso i rivenditori locali, bensì tramite sistemi di ordinazione speciale.[72]
- Uno studio di mercato del 2005 pubblicato da Forrester Research ha riportato che il marchio Bose era tra i marchi di computer ed elettronica di consumo reputati più affidabili dai consumatori statunitensi, insieme a Dell e Hewlett-Packard.[73]
- Una recensione del 2007 sulla rivista online Audioholics ha ribadito che Bose era molto costoso per le sue prestazioni. Del sistema Home Theater Bose Lifestyle V20, il recensore ha scritto: "Il sistema Bose da $ 2.000 è molto costoso e la qualità del suono non è così migliore rispetto ad altri sistemi surround che costano un terzo del prezzo ... il coni più piccoli non possono riprodurre frequenze tattili inferiori." La recensione includeva un'intervista con un responsabile delle vendite di Best Buy che ha riferito dalla sua esperienza che, nonostante avesse indirizzato i propri clienti verso un'alternativa migliore e meno costosa, alcuni insistevano su Bose.[74]
- Una recensione di luglio 2012 della NBC News sulla Bose TV da $ 5.000 da 46" ha osservato che lo schermo video, prodotto da Samsung, assomigliava molto più da vicino a un televisore a schermo piatto da $ 750 e che la tecnologia utilizzata non era all'altezza di altri schermi della stessa categoria. La recensione ha quindi messo in dubbio il valore del costo aggiuntivo di $ 4.250 per la TV Bose, suggerendo che c'erano alternative audio convincenti per meno di 1/5 della differenza di prezzo.[75] Lo stesso sistema ha ricevuto una recensione positiva da PC Magazine che ha citato l'interfaccia utente e la qualità del suono combinata a un design discreto.[76]
- Nel luglio 2013, iLounge ha scritto sul Bose Soundlink Mini, un piccolo altoparlante remoto in competizione con dispositivi audio economici e di fascia bassa, che "la qualità audio è la vera carta vincente di SoundLink Mini su Jambox e la maggior parte - non tutti - dei suoi concorrenti... SoundLink Mini offre bassi molto più profondi e bassi medi più puliti a tutti i volumi, con una notevole distorsione solo nella parte superiore della sua scala di volume."[77]

## Azioni legali
Bose è stata descritta dai professionisti del settore audio come una società litigiosa. Nel 1981, Bose fece causa senza successo alla rivista Consumer Reports per diffamazione. Consumer Reports aveva riferito in una recensione che il suono del sistema che avevano esaminato "tendeva a vagare per la stanza". Inizialmente, il Tribunale distrettuale federale rilevò che Consumer Reports "aveva pubblicato la falsa dichiarazione con la consapevolezza che era falsa o con sprezzante disprezzo della sua verità o falsità" quando cambiò ciò che il recensore originale aveva scritto degli altoparlanti nella sua bozza pre-pubblicazione, che il suono tendesse a vagare "lungo il muro". La Corte d'Appello invertì quindi la sentenza del tribunale sulla responsabilità e la Corte Suprema degli Stati Uniti ha confermato con un voto di 6–3 nel caso Bose Corp. v. Consumers Union of United States, Inc., scoprendo che la dichiarazione era stata fatta senza malizia reale, e quindi non c'era diffamazione. In un'intervista decenni dopo, Bose ha dichiarato: "All'epoca avevamo 37 persone. Li raccolsi in una stanza e dissi: 'Se non facciamo nulla, probabilmente ci uccideranno. Ma se facciamo qualcosa, non abbiamo credibilità poiché siamo solo una piccola azienda e non possiamo fare nulla contro questi." Dissi di pensare che avremmo dovuto fare qualcosa. Volevo un voto. È stato unanime a favore dell'azione. Non sapevamo che ci sarebbero voluti 14 anni per completare il processo legale."
Bose fece causa a Thiel Audio nei primi anni '90 per impedire al produttore di altoparlanti audiofili di utilizzare il ".2" (punto due) alla fine del suo modello "CS2.2". Per rispettare il marchio Bose di ".2" associato al prodotto Bose Model 2.2, Thiel cambiò il nome del modello in "CS2 2", sostituendo il punto decimale con uno spazio. Bose non ha mai avuto un marchio ".3", quindi nel 1997, quando Thiel introdusse il modello successivo nella serie, lo chiamò "Thiel 2.3", pubblicizzandolo con "il ritorno del punto decimale".
Nel 1996, Bose fece causa a due filiali di Harman International Industries - JBL e Infinity Systems - per aver violato un brevetto Bose sulle porte di sintonizzazione ellittica presenti su alcuni prodotti con altoparlanti. Nel 2000, il tribunale stabilì che Harman avrebbe dovuto smettere di usare porte ellittiche nei suoi prodotti e che avrebbe pagato a Bose $ 5,7 milioni in spese processuali. Harman ha cessato l'utilizzo del design della porta contestato ma ha fatto appello alla decisione finanziaria. Alla fine del 2002, la precedente sentenza fu confermata, imponendo altresì la cifra totale delle spese di Bose, salita a quel punto a $ 8   milioni, tutti a carico di Harman.
Bose riuscì a bloccare i prodotti audio QSC dal marchio "PowerWave" in relazione a una determinata tecnologia di amplificazione QSC. Nel 2002, un tribunale decise che il marchio "Wave" era degno di maggiore protezione perché era noto da solo, anche al di là della sua associazione con Bose.
Nel 2003, Bose fece causa alla Custom Electronics Design and Installation Association (CEDIA), un'organizzazione commerciale no profit di elettronica per l'uso del marchio "Electronic Lifestyles", che CEDIA utilizzava dal 1997. Bose ha sostenuto che il marchio ha interferito con il proprio marchio "Lifestyle". Bose aveva precedentemente fatto causa per proteggere il suo marchio "Lifestyle" a partire dal 1996 contro Motorola con successo e proseguendo con contenziosi contro New England Stereo, Lifestyle Technologies, Optoma e AMX. Nel maggio 2007, CEDIA vinse la causa dopo la dichiarazione del tribunale per la quale Bose era colpevole di perdite (ritardi irragionevoli) e che le affermazioni di Bose sulla frode e il rischio di confusione erano prive di merito. CEDIA è stata criticata per aver speso per la causa quasi $ 1 milione impiegando soldi dei suoi membri, mentre Bose è stato criticato a sua volta per "un'azione antisportiva contro la propria associazione commerciale", secondo Julie Jacobson della rivista CE Pro.
Nel luglio 2014, Bose ha citato in giudizio Beats Electronics per violazione di brevetto, sostenendo che la sua linea di cuffie "Studio" incorporava la tecnologia di cancellazione del rumore Bose. Bose e Apple hanno collaborato al SoundDock per lettori musicali di iPod nel 2004, quindi a maggio 2014 Beats è stata acquistata da Apple, portando Bose e Apple in diretta concorrenza nel mercato delle cuffie. Le cuffie Bose erano una volta il marchio più importante offerto nei negozi Apple, ma le cuffie Beats erano più numerose delle cuffie Bose nei negozi Apple al momento della causa e Beats aveva conquistato il 62% del mercato delle cuffie premium mentre Bose ne deteneva il 22%. Nell'ottobre 2014, Bose ha ritirato la causa, dopo aver risolto il contenzioso con Beats in via extragiudiziale senza aver rilevato i termini. Pochi giorni dopo la risoluzione della causa, Apple ha rimosso tutti i prodotti Bose dai suoi negozi Apple, per poi rimetterli sugli scaffali due mesi dopo.
Nell'aprile 2017 Bose è stato citato in giudizio per violazione della privacy in relazione alle app di telefonia mobile fornita da Bose per il controllo delle sue cuffie Bluetooth.